# 尼克·布莱克曼
尼古拉斯·亞歷山大·"歷克"·布力文（英語：Nicholas Alexander "Nick" Blackman，1989年11月11日—）生於英格蘭大曼徹斯特郡索爾福德，是一名英格蘭職業足球員，司職前鋒，亦可勝任翼鋒，出身於馬爾斯菲青訓系統，現時效力英冠球會打比郡。
布力文由母會轉投英超的布力般流浪。效力3年後以沒有透露身價被賣到錫菲聯，於半季內轟入11球而被英超球會雷丁賞識羅致旗下，簽訂3+1⁄2年合約。他曾以借用身份分別短暫效力黑池、奧咸、馬瑟韋爾和鴨巴甸。
2016年1月6日，於夏季約滿的布力文與雷丁未能談妥續約條件，於冬季轉會窗以250萬英鎊轉投打比郡，同樣簽約3+1⁄2年。